# Fluoruro di argento(II)
Il fluoruro d'argento(II) o difluoruro d'argento è il composto binario dell'argento bivalente con il fluoro, avente formula AgF2. È un raro caso di composto dove l'argento ha numero di ossidazione +2, anziché l'usuale +1. AgF2 è stabile a temperatura ambiente e molto oltre e trova utilizzo nei laboratori chimici come agente fluorurante, specie per gli idrocarburi. anche perché è uno dei non molti fluoruranti termicamente stabili.

## Proprietà
AgF2 puro è un solido bianco, fotosensibile e molto igroscopico; eventuali colorazioni più o meno grigio/brune sono dovute a impurezze. Nella maggior parte dei campioni il rapporto F/Ag è minore di due, in genere vicino a 1,75 a causa di contaminazioni di argento, ossigeno e carbonio. Il composto è antiferromagnetico (Tc= 163 K), con un momento magnetico più basso di quello prevedibile per un elettrone spaiato. Nel solido la coordinazione di Ag è ottaedrica ma, dato che Ag(II) ha configurazione elettronica d 9, l'ottaedro risulta distorto per effetto Jahn-Teller, con distanze Ag–F di 207 e 259 pm.
In passato si era dubitato che lo stato di ossidazione dell'argento fosse +2, pensando ad una formulazione del tipo AgI[AgIIIF4], simile a quella nota per l'ossido di formula empirica AgO, che è invece l'ossido misto di argento(I,III). Studi di diffrazione neutronica sul cristallo di AgF2 hanno però confermato la descrizione come genuino composto di argento(II). Si è trovato che AgI[AgIIIF4] si forma ad alta temperatura, ma è instabile rispetto a AgF2.
Il difluoruro di argento, pur essendo un composto termodinamicamente stabile, ΔHƒ° = -360,0 kJ/mol, è però un forte ossidante, E°(Ag2+ / Ag+) = +1,98 V), un valore questo che è compreso tra quello del perbromato (1,85 V) e quello del perossidisolfato (2,010 V) e non distante da quello dell'ozono (2,075 V); infatti, reagisce violentemente con l'acqua ossidandola (4 AgF2 + 4 H2O → 2 Ag2O + 8 HF + O2) e, se in ambiente acido, dalla reazione viene in effetti prodotto anche ozono e ossida a O2 anche l'acqua ossigenata.
In quanto a potere ossidante somiglia da vicino ad altri fluoruri di metalli che si trovano in stati di ossidazione più alti di quelli più usuali, come CoF3, MnF3, CeF4 e PbF4. Oltre che in AgF2, o ione Ag2+ è noto anche nel bis(fluorosolfato) di argento Ag(OSO2F)2; Ag2+ è anche in grado di ossidare lo ione Mn2+ a permanganato MnO4− e lo ione Cr3+ a cromato CrO42−.

## Sintesi
AgF2 venne sintetizzato per la prima volta nel 1934 da Otto Ruff. Si può preparare facendo reagire fluoro gassoso con argento in polvere. La reazione è fortemente esotermica. Alternativamente, si può ottenere facendo passare fluoro gassoso su AgCl a 250 °C.
Ag + F2 → AgF2
2 AgCl + F2 → 2 AgF2 + Cl2
Partendo da AgF, la fluorurazione ossidativa ad AgF2 può essere effettuata in maniera pulita con il difluoruro di kripton:
KrF2 + 2 AgF  →  2 AgF2 + Kr

## Reattività
AgF2 è termicamente stabile fino a circa 690 °C. Il composto ha forti capacità fluoruranti e ossidanti. Deve essere conservato in recipienti di Teflon o in contenitori metallici passivati. È sensibile alla luce. A contatto con acqua viene istantaneamente idrolizzato.
Con anioni fluoruro, che da esso non sono ossidabili, si comporta da acido di Lewis formando ioni complessi come AgF3–, AgF42– e AgF64–.
La reazione di AgF2 con monossido di carbonio porta a fluoruro di carbonile:
2 AgF2 + CO → 2 AgF + COF2
AgF2 catalizza in modo esplosivo la reazione tra xeno e fluoro.

## Usi
AgF2 è un agente fluorurante più semplice da utilizzare del fluoro gassoso. È stato usato nella sintesi di composti organici perfluorurati. Questo tipo di reazione può avvenire in tre modi differenti (Z simboleggia qualsiasi elemento o gruppo legato al carbonio, X è un alogeno):
1. Z3C−H  +  2 AgF2  →  Z3C−F + HF  +  2 AgF    (sostituzione di idrogeno)
2. Z3C−X  +  2 AgF2  → Z3C−F + X2  +  2 AgF    (sostituzione di alogeno)
3. Z2C=CZ2  +  2 AgF2  →  Z2CF−CFZ2  +  2 AgF    (addizione di fluoro)

Anche altri fluoruri di metalli in alto stato di ossidazione come CoF3, MnF3, CeF4 e PbF4 reagiscono in modo analogo.
AgF2 è usato anche per fluorurare composti aromatici, anche se è difficile effettuare monofluorurazioni:
C6H6  +  2 AgF2  →  C6H5F  +  2 AgF  +  HF
Tuttavia è possibile fluorurare selettivamente la piridina in posizione orto in condizioni blande.

## Tossicità / Indicazioni di sicurezza
AgF2 è disponibile in commercio. Il composto è tossico per ingestione, inalazione o contatto cutaneo. Provoca gravi ustioni alla pelle e agli occhi. Non ci sono dati che indichino proprietà cancerogene.